# Gondolen (restaurang)

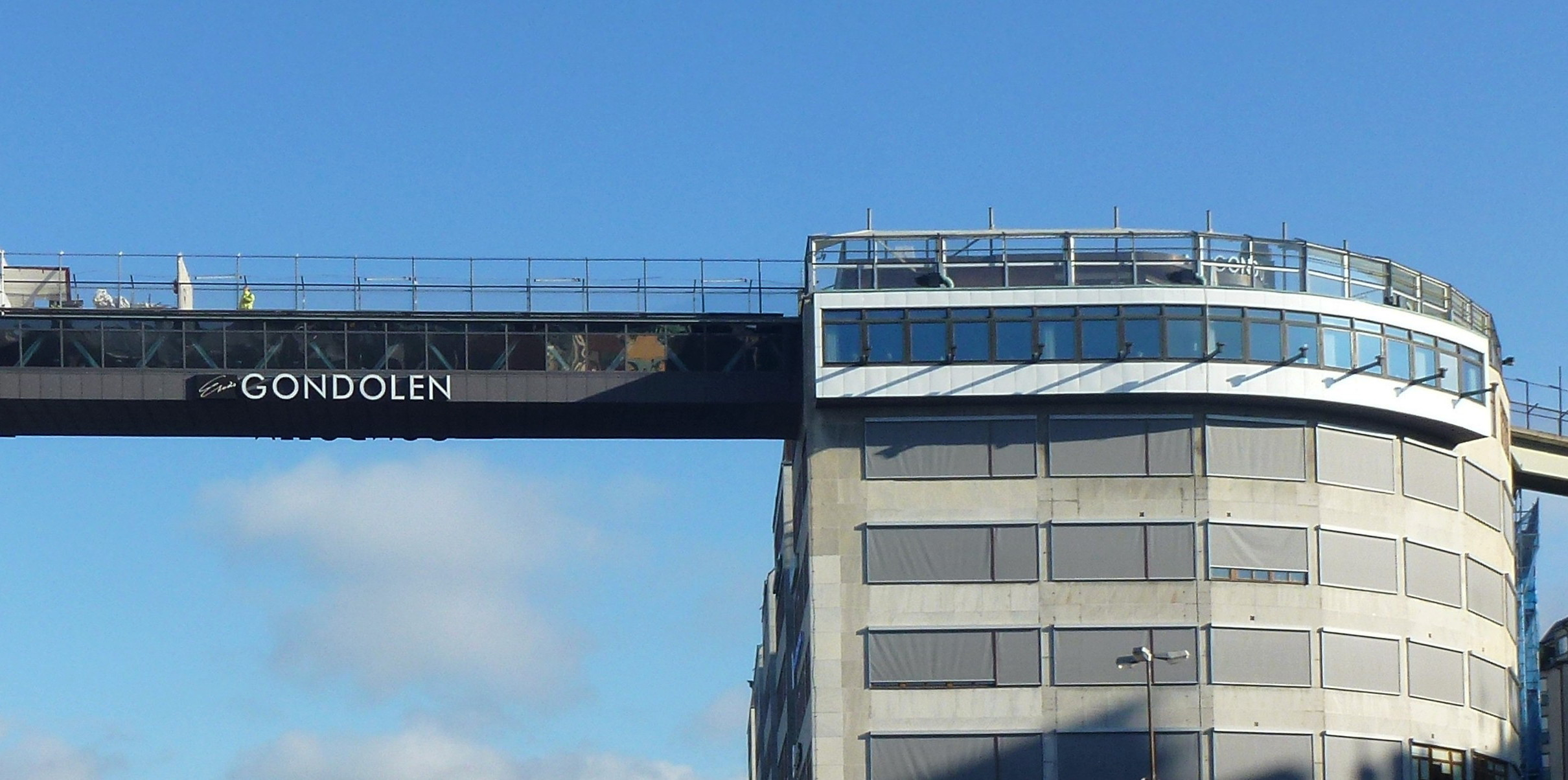
Restaurang Gondolen sett från Slussen.

Gondolen är en restaurang på Södermalm i Stockholm med utsikt över bland annat Mälaren, Stockholms inlopp, Slussen och  Stockholms innerstad. Restaurangen invigdes den 15 oktober 1935 samtidigt med den nya Katarinahissen och KF-huset som ritades av arkitekterna Eskil Sundahl och Olof Thunström. Namnet Gondolen är inspirerat av passagerargondolen under ett luftskepp.
Gondolen ligger på cirka 33 meter över havet under en gångbro mellan Katarinahissens övre station och KF-huset. 
Gondolen har sedan länge haft en kulinarisk profil mot klassisk svensk och nordisk mat.
1994 tog Erik Lallerstedt över restaurangen som då var i dåligt skick och i behov av renovering. Lallerstedt inredde den som "det stadshotell Stockholm saknar" och den blev en omedelbar succé, nu under namnet Eriks Gondolen.
I december 2009 meddelas att Lallerstedts dotter Anna Lallerstedt över familjeföretaget (en koncern med över 100 anställda som omsätter närmare 100 miljoner) och därmed Eriks Gondolen.
I området runt Gondolen har arbetet med ombyggnaden av Slussen påbörjats under 2018 och detta påverkar restaurangen väldigt mycket. På grund av de stora störningarna stämmer Eriks Restaurang Saltsjön AB Stockholms stad och kräver 11,2 miljoner i ersättning. Rättstvisten kommer att pågå i många år och först i januari 2022 kommer det slutliga beskedet, att staden förlorar och krogen får ersättning med 18,5 miljoner.
I slutet av 2018 får Katarinahuset ny ägare då Atrium Ljungberg AB tar över. Den nya ägaren vill rusta upp och modernisera varpå restaurangen sägs upp och får ett år på sig att flytta från lokalerna. Anna Lallerstedt säger till DN att ”Vi har en bra dialog med fastighetsbolaget. Det finns ingen tvist mellan oss.”. Efter förhandlingar står det klart att restaurangen ska stänga den 31 december 2020.
I början av 2020 drabbas Sverige, och världen, av Corona-pandemin som slår hårt mot alla krogar. Eriks Gondolen tappar 80-90 procent av sin omsättning på bara några veckor säger Anna Lallerstedt till DN. Detta blir spiken i kistan för krogen och det beslutas att renoveringen ska påbörjas tidigare än planerat och Eriks Gondolen stänger redan den 16 maj 2020. Planen är att restaurangen ska kunna öppna igen i nyrenoverade lokaler i slutet av 2022.
Under sommaren 2022 meddelas att Familjen Lallerstedt säljer Eriks Gondolen till koncernen Svenska Brasserier som äger bland annat Teatergrillen och Riche. Försäljningen innebär att återöppningen flyttas framåt, till hösten 2023.
Det har inte förtydligats huruvida Gondolens välbevarade originalinteriörer från 1930-talet kommer att återinsättas efter ombyggnaden, men båda parter har intygat att renoveringen sker utan osämja.